# Onthophagus anogeissii
Onthophagus anogeissii là một loài bọ cánh cứng trong họ Bọ hung (Scarabaeidae).